# Schema a fiocco di neve

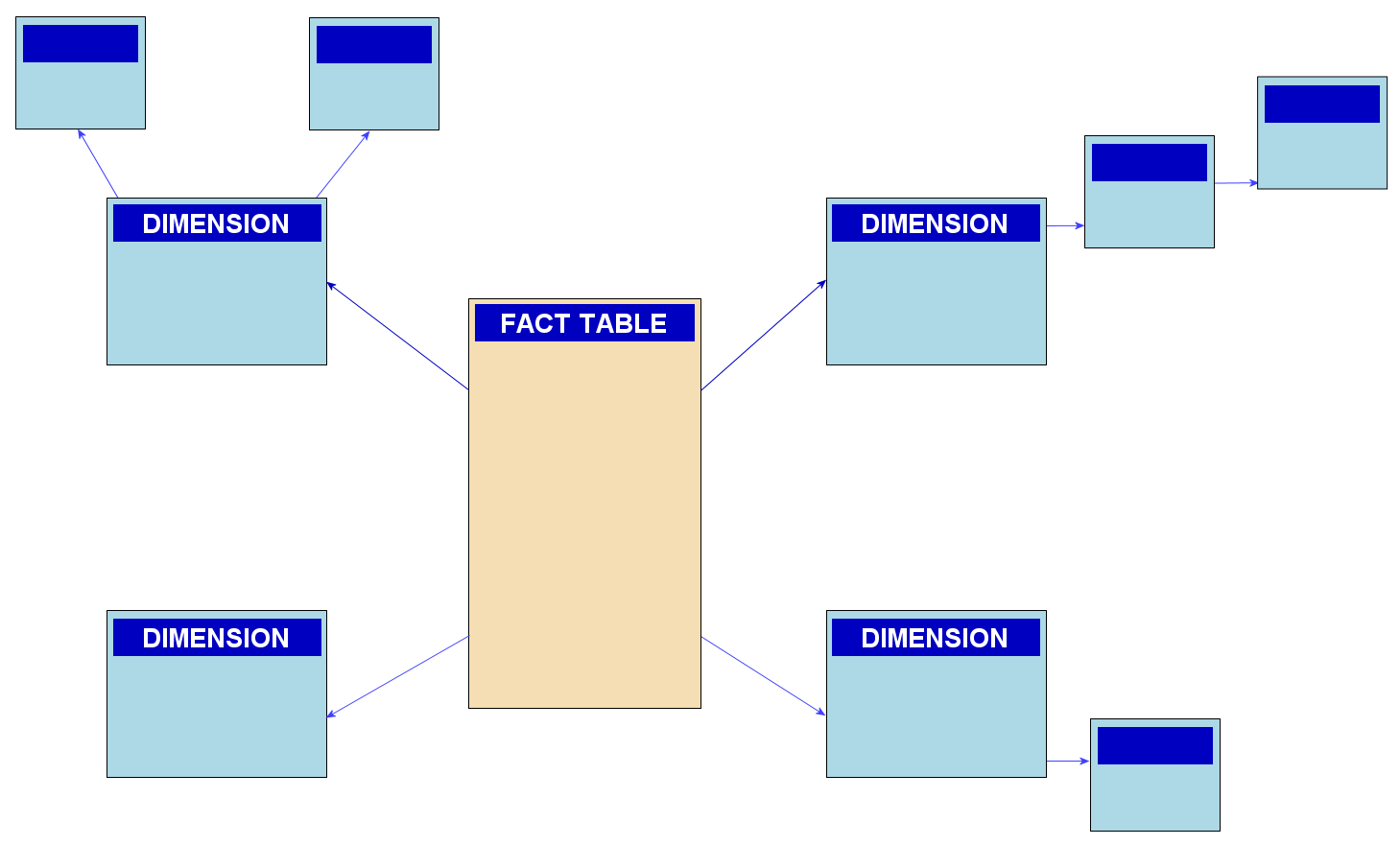
Lo schema a fiocco di neve è una variante dello schema a stella dove le tabelle delle dimensioni sono normalizzate.

Lo schema a fiocco di neve (in inglese Snowflake schema) è uno schema di database per data warehouse che può essere visto come una estensione dello Schema a stella.

## Modello
La struttura di base consiste in una tabella dei fatti, al centro, che referenzia un numero (da due in su) di tabelle di dimensioni (dimension tables) che, a differenza dello schema a stella, hanno ramificazioni con altre tabelle normalizzate, anche su più livelli.
Il nome attribuito a questo tipo di schema è legato proprio alla rappresentazione grafica di questi legami fra le tabelle che ricorda, appunto, quella di un fiocco di neve.
I benefici di questo tipo di schema, rispetto allo schema a stella, sono quelli tipicamente contemplati nella normalizzazione dei database:
- azzeramento della ridondanza dei dati
- semplificazione dell'aggiornamento dei dati (conseguenza del primo punto)
- minore occupazione di spazio per la conservazione dei dati
- velocità di accesso alle informazioni

Di contro, tuttavia, questo aumento del numero di tabelle rende necessaria la scrittura di query più complesse (con più join) per la ricerca delle informazioni. Questo problema, in realtà, viene spesso superato dalla creazione di viste (View) che riportano la struttura della gerarchia di tabelle di una dimensione di analisi a quella che avrebbe avuto in uno schema a stella.